# Giovanni Carboni
Pour les articles homonymes, voir Carboni.
Giovanni Carboni, né le 31 août 1995 à Fano (Marches), est un coureur cycliste italien, professionnel depuis 2018.

## Biographie
En 2012, Giovanni Carboni s'impose à cinq reprises. L'année suivante, il se classe deuxième du championnat d'Italie du contre-la-montre juniors (moins de 19 ans). Il est également sélectionné en équipe nationale pour le Trofeo Karlsberg, où il prend la onzième place. 
En 2014, il intègre la nouvelle équipe continentale Area Zero, où il est le plus jeune coureur de l'effectif,. Il court ensuite durant deux saisons au sein de la formation Unieuro Wilier. Dans les courses par étapes, il montre ses qualités en obtenant diverses places d'honneur. Il devient également à deux reprises vice-champion d'Italie du contre-la-montre en catégorie espoirs (moins de 23 ans). 
Lors de la saison 2017, il s'illustre sous les couleurs de Colpack en remportant une étape du Tour de la Vallée d'Aoste et diverses courses chez les amateurs. Ses bons résultats lui permettent de passer professionnel en 2018, au sein de l'équipe Bardiani CSF. 
Lors du Tour d'Italie 2019, pour son premier grand tour, il porte pendant trois jours le maillot blanc du leader du classement du meilleur jeune.

## Palmarès

### Palmarès amateur
- 2013
  - 2e du championnat d'Italie du contre-la-montre juniors
- 2015
  - 2e du championnat d'Italie du contre-la-montre espoirs
  - 3e du Cronometro di Città di Castello
  - 10e du championnat d'Europe du contre-la-montre espoirs
- 2016
  - 2e du championnat d'Italie du contre-la-montre espoirs
- 2017
  -  Champion d'Italie du contre-la-montre par équipes espoirs[4]
  - Trophée Mario Zanchi
  - 1re étape du Tour de la Vallée d'Aoste
  - Tour de Vénétie :
    - Classement général
    - 1re étape

  - Astico-Brenta
  - 2e de Bassano-Monte Grappa
  - 3e du championnat d'Italie du contre-la-montre espoirs

### Palmarès professionnel
- 2022
  - 3e étape de l'Adriatica Ionica Race
- 2024
  - Tour du Japon : 
    - Classement général
    - 2e et 6e étapes

  - 2e étape du Tour de Bulgarie
  - 2e du Tour de Bulgarie

## Résultats sur les grands tours

### Tour d'Italie
3 participations
- 2019 : 57e
- 2020 : 82e
- 2021 : 35e

## Classements mondiaux
| Année                                 | 2015  | 2016 | 2017  | 2018 | 2019 | 2020  | 2021 | 2022  | 2023  | 2024 |
| ------------------------------------- | ----- | ---- | ----- | ---- | ---- | ----- | ---- | ----- | ----- | ---- |
| Classement mondial                    |       | 663e | 1351e | 699e | 684e | 1062e | 345e | 1455e | 1417e | 302e |
| UCI Europe Tour                       | 1121e | 409e | 934e  | 452e | 504e | 826e  | 291e | 991e  | nc    | nc   |
|                                       |       |      |       |      |      |       |      |       |       |      |
| Légende : nc = non classéSource : UCI |       |      |       |      |      |       |      |       |       |      |